# Portugiesische Literatur
Portugiesische Literatur bezeichnet im weitesten Sinne Literatur, die auf Portugiesisch verfasst wurde. Dazu gehört im Wesentlichen die Literatur Portugals, aber auch die Brasiliens, Angolas und Mosambiks, sowie der anderen portugiesischsprachigen Länder. Die Literatur, hier jedoch vor allem die Lyrik, ist die bedeutendste Kunstgattung Portugals und die einzige, die wirkliche Weltgeltung erlangte.
Dieser Artikel behandelt nur die Literatur Portugals. Für brasilianische Autoren siehe unter Brasilianische Literatur, für Literatur Afrikas in portugiesischer Sprache Afrikanische Literatur#Lusophone Literatur.

## Mittelalter

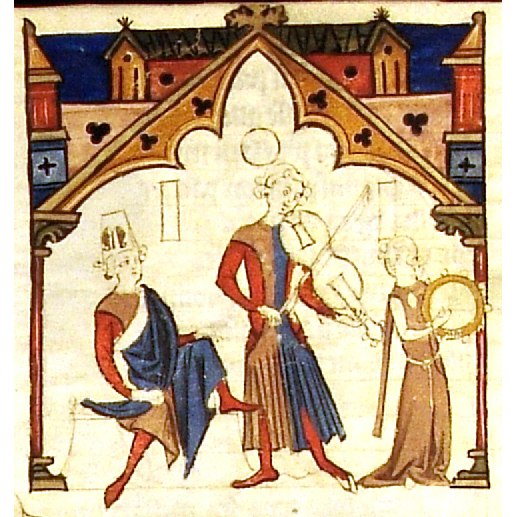
Trovadores – Cancioneiro da Ajuda (13. Jh.)

Im 12./13. Jahrhundert entstanden im Nordwesten der Iberischen Halbinsel literarische Werke auf Galicisch-Portugiesisch, der gemeinsamen Vorläuferin des modernen Portugiesischen und Galicischen. Der älteste bekannte und noch erhaltene literarische Text in galicisch-portugiesischer Sprache ist ein zwischen 1196 und 1216 verfasster Lobgesang des Trobadors João Soares de Paiva (auch Xoán Soares de Pavia, Johã Soares de Paiva).
Die mittelalterliche portugiesische Literatur stand unter dem Einfluss der altprovenzalischen Literatur, die die zu diesem Zeitpunkt in Europa am höchsten entwickelte Literaturtradition besaß. 

### Poesie
Nach dem Vorbild der südfranzösischen Trobadordichtung entstanden Gedichte, die in folgende Hauptgattungen eingeteilt werden können:
- cantigas de amor: das lyrische Ich ist ein Mann, der eine unerreichbare Frau liebt und in den Gedichten den Schmerz darüber äußert
- cantigas de amigo: das lyrische Ich ist eine Frau, die ihren Schmerz über die Abwesenheit ihres Geliebten und ihre Sehnsucht nach ihm besingt
- cantigas de escárnio verspotten auf satirische Weise eine Person, ohne diese direkt zu nennen
- cantigas de maldizer wie cantigas de escárnio, nur viel direkter, zum Teil mit Schimpfworten
- cantigas de Santa Maria sind Lobgedichte auf Maria, in denen ihre Wundertaten gepriesen werden. Der berühmteste Verfasser solcher Gedichte war der König von Kastilien und León Alfons der Weise (1221–1284).

Die Gedichte wurden ab dem Ende des 13. Jh. abgeschrieben und in sogenannten Cancioneiros gesammelt. Drei dieser Gedichtsammlungen sind bis heute erhalten: Cancioneiro da Biblioteca Vaticana (15. Jh., 1205 cantigas, heute im Vatikan), Cancioneiro Colloci-Brancutti (15. Jh., 1664 cantigas, in der portugiesischen Nationalbibliothek in Lissabon) und der Cancioneiro da Ajuda (13. Jh., 310 cantigas de amor, in der Biblioteca da Ajuda in Lissabon).

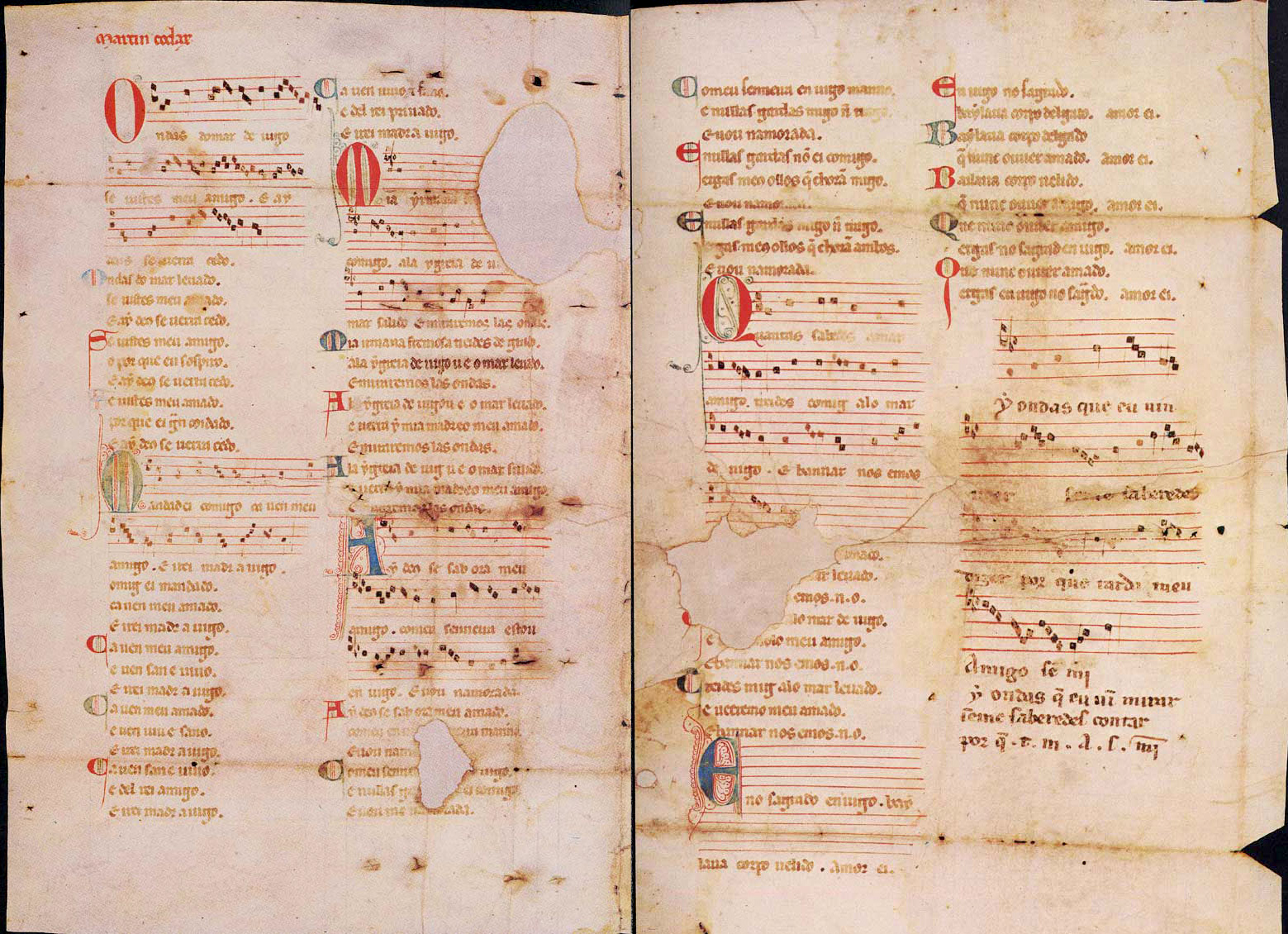
Cantigas de Amigo des Martim Codax

Daneben gilt auch König Dionysius von Portugal (1279–1325) als ein bedeutender Dichter der Epoche, von ihm sind noch viele Gedichte erhalten. Ein namentlich bekannten Verfasser von cantigas de amigo war Martim Codax, der um 1400 im heute spanischen Vigo lebte und dessen Werk zufällig zu Beginn des 20. Jahrhunderts entdeckt wurde.

### Epik
Die mittelalterliche portugiesische Literatur hatte Anteil an Stoffen, die in ganz Europa verbreitet waren. Dazu gehörte vor allem die Legende des Heiligen Grals als Teil der Artussage. O livro de José de Arimateia (13. Jh.) erzählt die Geschichte von Joseph von Arimathäa, der nach der Grablegung Christi den Gral von Palästina nach England bringt, wo er auf unbestimmte Zeit bleiben soll. In der Demanda do Santo Graal (ebenfalls 13. Jh.) machen sich die Ritter der Tafelrunde auf, um den Gral zu finden.

### Religiöses Schrifttum
Das wichtigste erhaltene Dokument religiös-ethischer Prägung ist O Horto do Esposo (Der Garten des Bräutigams). Es handelt sich hierbei um eine Sammlung erbaulicher Erzählungen, in denen Christus als Bräutigam im Paradies dargestellt wird, mit dem sich die Seele des Gläubigen vermählt. Die Sammlung enthält Fabeln, Legenden und Berichte von Wundern zur Bekehrung der Ungläubigen. Die Geschichten vermitteln in erzählerischer Form Lehren für das eigene Handeln. Daneben sind einige Heiligenviten sowie Wunder- und Märtyrergeschichten erhalten.

### Geschichtsschreibung
Im 15. Jahrhundert entwickelte sich die portugiesische Historiographie. Vor allem der Historiker Fernão Lopes (~1380–1460) integrierte die bereits vorhandenen Crónica Geral de Espanha (1344) und sogenannte Livros de Linhagem (zw. 1270–1345, episch-mythische Geschichten über historische Personen) in seine Crónica Geral do Reino de Portugal (Allgemeine Chronik des Königtums Portugal), die er um die Regierungszeit Dom Pedros I., Dom Fernandos I. und Dom Joãos I. erweiterte.

### Höfische Literatur
Im Umkreis des Königshofes entstanden Werke, die der Weitergabe von praktischen Informationen dienten: Das Livro de Falcoaria (Buch der Falknerei) und das Livro da Montaria (Buch der Treibjagd) thematisieren die Jagd, die Ensinança de Bem Cavalgar Toda Sela (Unterweisung, jeden Sattel wohl zu reiten) die Reitkunst. Der Leal Conselheiro (Treuer Ratgeber) ist eine Art Handbuch für Adlige. O Livro da Virtuosa Benfeitoria (Buch der tugendhaften Wohltat) ist eine politische Abhandlung über die Frage, welche Aufgaben der König hat. Alle diese Werke entstanden in der Regierungszeit von Dom João I. (1383–1433) und Dom Duarte (1433–1438), die möglicherweise Auftraggeber der Werke waren.

## Humanismus und Renaissance

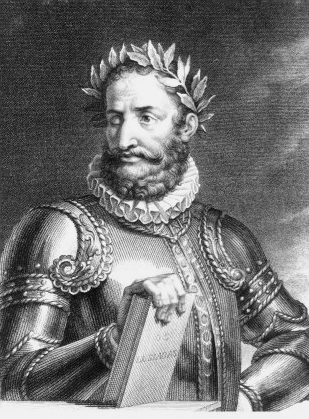
Luís de Camões

Der Nationaldichter Luís de Camões (1524/25–1579/80) verfasste 1572 das Epos Os Lusíadas, in dem er in lyrischer Form die Entdeckungsfahrten der Portugiesen verherrlichte. Nach ihm wurde das Instituto Camões benannt, das – vergleichbar mit dem Goethe-Institut – weltweit die portugiesische Sprache und Kultur fördert.
Der Dichter Francisco de Sá de Miranda (1485–1558) war durch Aufenthalte in Italien stark von italienischen Einflüssen geprägt. Sein Werk hinterließ nachhaltige Spuren in der portugiesischen Dichtung. Er verfasste daneben auch Theaterstücke.
Eine Reihe weiterer Autoren machte die Renaissance in Portugal zum sogenannten „Goldenen Zeitalter“ portugiesischer Literatur und Kultur:
- João de Barros, ein bedeutender Geschichtsschreiber
- Jorge Ferreira de Vasconcellos mit seinen Dramen
- Jorge de Montemayor, dessen Hirtengedichte Einfluss in ganz Europa hatten
- António Ferreira, neben Camões ein großer Dichter des Landes und Dramatiker
- Damião de Góis, in Europa weitgereister Humanist und Chronist
- Bernardim Ribeiro, bedeutender Dichter der „Frühsaudade“ und Begründer der portugiesischen Bukolik
- Gil Vicente, der größte portugiesische Dramatiker der Renaissance und Begründer des Theaters in Portugal
- Cristovão Falcão (Cristovão de Sousa), ein erfolgreicher Dichter von Elogen
- Fernão Álvares do Oriente, in Goa geborener Autor eines Schäferromans, der gleichzeitig ein wichtiges Quellenwerk zur Kultur Asiens darstellt
- Fernão Mendes Pinto, Begründer der portugiesischen Reiseliteratur
- Garcia de Resende, bedeutender Chronist und Dichter
- António Ribeiro, genannt Chiado, bedeutendster Komödiendichter der portugiesischen Renaissance

## Religiöse Prosa und Lyrik
Die religiöse Literatur im katholischen Portugal erreichte vor allem ihre Blütezeit in der Renaissance und dem Barock, Epochen, in denen der Einfluss der Kirche immens war und in denen die Krone ihre Hand schützend über den Klerus hielt. Zahlreiche Geistliche – Kleriker, Priester, Nonnen, Mönche – waren literarisch tätig. Es gab eine geistliche Prosa, die sich vor allem mit biblischen Themen beschäftigte, bedeutende Intendenten waren Amador Arrais und Tome de Jesus. Auch die geistliche Lyrik erfreute sich großer Beliebtheit. Ordensleute wie die Mönche Agostinho da Cruz und Frei Jerónimo Baía sowie die Nonnen Violante do Céu, Maria do Céu und Maria Magdalena da Glória sind die wichtigsten Vertreter der geistlichen Lyrik der Renaissance. Diese Tradition reichte bis Ende des zwanzigsten Jahrhunderts, als Daniel Faria noch ein glühender Vertreter dieser Gattung war.

## Barock und Aufklärung
Der Barock ist vertreten vor allem durch einen Mann – den Pater António Vieira, dessen Predigten (Sermões) zum Wertvollsten der portugiesischen Prosa gehören. Er ist gleichzeitig der bedeutendste Vertreter des portugiesischen Barock. Daneben sind noch die Dichter António Barbosa Bacelar und Francisco Rodrigues Lobo zu erwähnen.
In diese Zeit fallen auch die Liebesbriefe der portugiesischen Nonne Mariana Alcoforado, die – das weiß man heute – nicht von ihr stammen, die an einen französischen Offizier gerichtet waren und bis heute zu den schönsten Liebesbriefen der Weltliteratur zählen.
Francisco Manuel de Melo (1608–1666) schrieb hauptsächlich in spanischer Sprache schrieb, zählt aber zu den bedeutenden Schriftstellern des 17. Jahrhunderts in Portugal.
Der einzige echte Aufklärer Portugals war Luís António Verney, der mit seinen philosophischen, wissenschaftlichen und didaktischen Abhandlungen als Theologe vor allem in Portugal für Aufsehen sorgte. Weitere Autoren, die der portugiesischen Aufklärung zugerechnet werden, sind Manuel Maria Barbosa du Bocage, der durch seine Sonette und seinen Kampf mit der Inquisition bekannt wurde, und der in England lebende Reiseschriftsteller Francisco Xavier de Oliveira.

## Romantik
Alexandre Herculano gilt gemeinhin als Begründer der literarischen Romantik Portugals. Sein Werk ist von immenser Bedeutung zum Verständnis Portugals früherer Epochen. Almeida Garrett war der zweite große Romantiker des Landes. Für das Theater der Romantik war das Werk von Almeida Garrett von eminenter, sogar europäischer Bedeutung. Niemals davor seit der Renaissance oder danach hatte das portugiesische Theater soviel an Bedeutung außerhalb des Landes erfahren. Ein weiterer Dichter der Romantik war Antonio Augusto Soares de Passos.
Die Gesamtheit der Werke der neuromantischen Epigonen Garretts werden als Neogarrettismo etikettiert. Wichtigster Vertreter ist António Nobre.

## Realismus, Positivismus, Nationalismus: die Generation von 1870
Zwischen Romantik und Realismus angesiedelt ist das Werk von Camilo Castelo Branco (1825–1890). Dieser war mit 58 Romanen der bis zum Erscheinen von Eça de Queiros der bedeutendste Romancier, den Portugal hervorgebracht hatte. Sein Leben war so exzentrisch wie sein Werk. Seine Gothic Tales Mistérios de Lisboa (1854) wurden 2010 verfilmt („Die Geheimnisse von Lissabon“).

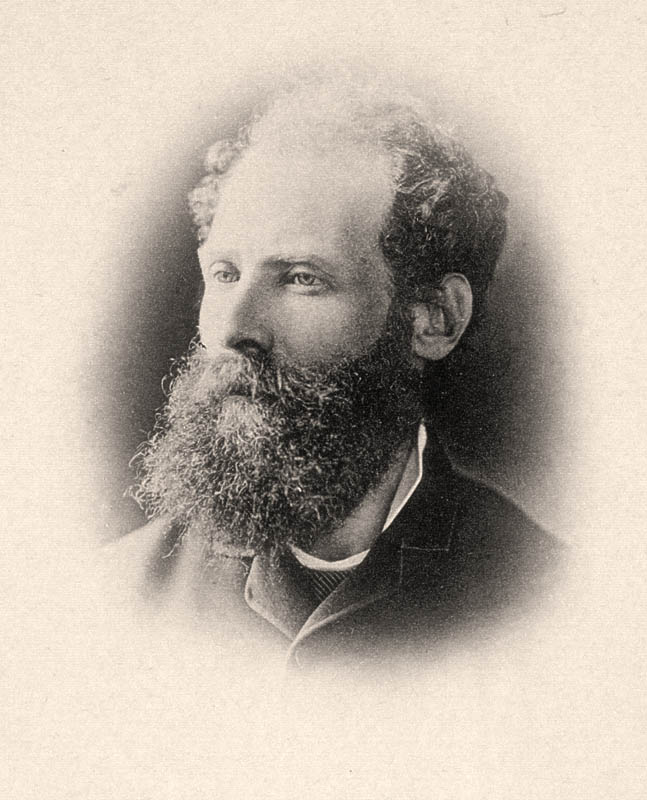
Antero de Quental, ca. 1887

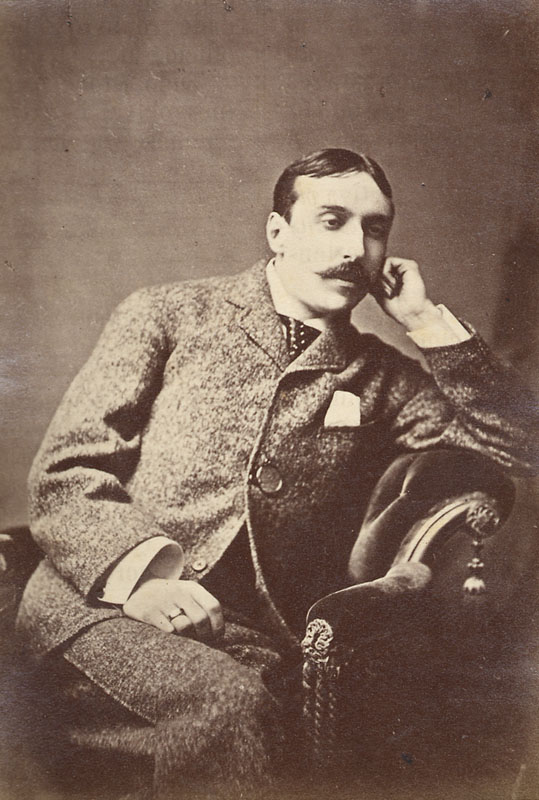
Eça de Queiroz, ca. 1882

In den 1860er und 1870er Jahren bildete sich in Opposition zur Romantik in Coimbra eine studentische Vereinigung, die eine kulturelle Erneuerung Portugals anstrebte. In Lissabon bildete sich später eine ähnliche Gruppe, die „Cenáculo“. Unter der Herrschaft Dom Luis I. erstarkte erstmals eine starke republikanische Strömung, die auch eine politische Erneuerung verlangte. Zu dieser Geração de 70 zählten der auf den Azoren geborene, zunächst als romantischer Lyriker und seit den 1870er Jahren als christlich-sozialistisch inspirierter Sozialkritiker bekannt gewordene Antero de Quental (1842–1891) sowie der später ermordete Schriftsteller und Gelehrte Manuel Joaquim Pinheiro Chagas (1842–1895), der den portugiesischen Realismus begründete und dessen monumentales Werk gleichzeitig bedeutend für den portugiesischen Positivismus dieser Zeit wurde.
Der bedeutendste Vertreter des portugiesischen Realismus und der Generation von 1870 ist José Maria Eça de Queiroz (1845–1900). Der stark von der französischen Literatur beeinflusste Autor kritisierte die sozialen Umstände seiner Zeit und erlangte mit seinem Roman O primo Basílio Weltruhm. Abílio de Guerra Junqueiro (1850–1923) wurde als Verfasser nationalistisch-antibritischer Lyrik bekannt. Zu sozialen Fragen äußerte sich Joaquim Pedro de Oliveira Martins (1845–1894). Ramalho Ortigão (1836–1915) verfasste den ersten portugiesischen Kriminalroman.
Der Offizier und Diplomat Abel Botelho war zugleich ein bekannter Schriftsteller. Sein naturalistisches Werk schildert die Lage der Elenden und aus der Gesellschaft Ausgestoßenen. Sein Roman „O Barão de Lavos“ (1891) war das erste Werk der modernen europäischen Literatur, dass sich offen mit Homosexualität auseinandersetzte; die Vorlage war wohl ein Gesellschaftsskandal aus dem Jahr 1881.

## Symbolisten und Parnassiens
Begründer des Symbolismus (Literatur) in Portugal war der Lyriker und Gelehrte Eugénio de Castro e Almeida, ein weiterer Vertreter der Lyriker und „portugiesische Baudelaire“ Gomes Leal (1848–1921). Die teils dekadenten, teils aristokratischen Parnassiens (João Penha, António Feijó, Cesário Verde) gelten als Vorläufer des portugiesischen Modernismo.

### Saudosismo

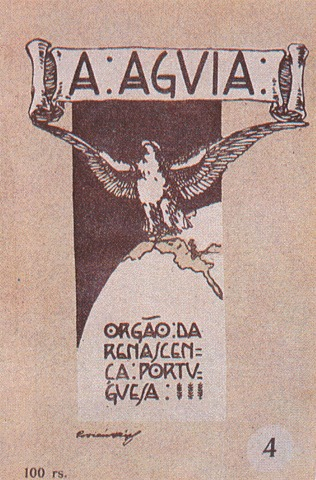
Titelseite der Nr. 4 (1912) von A Águia, dem Organ der Renascença Portuguesa

## Moderne

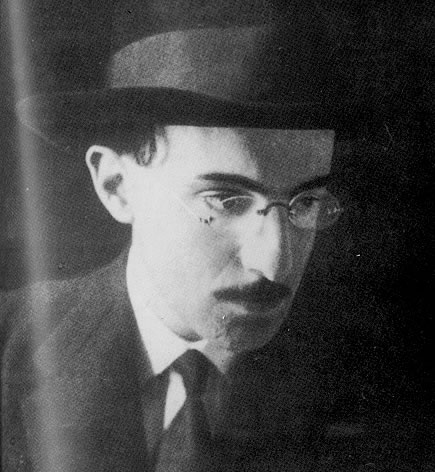
Fernando Pessoa (um 1915)

## Postmoderne und Gegenwart

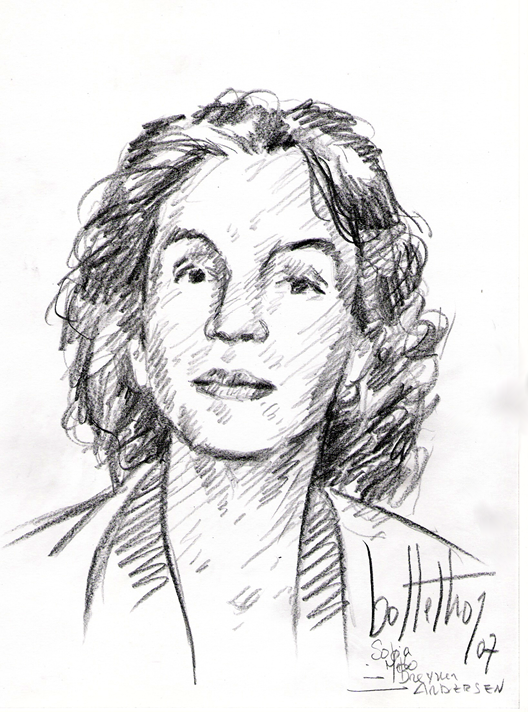
Sophia de Mello Breyner Andersen

### José Saramago

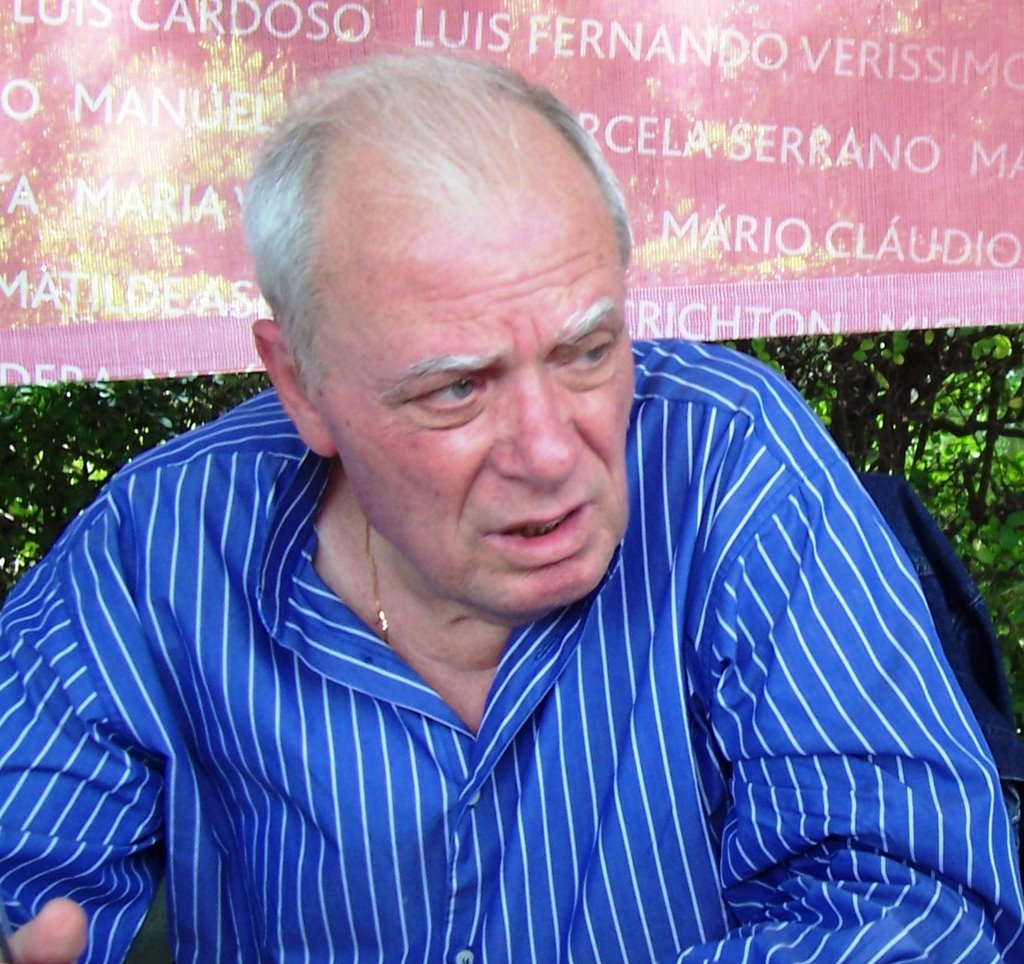
António Lobo Antunes